# Александрийский парк (Петергоф)

Швейцарский домик на дореволюционной открытке

Паром на остров к Швейцарскому домику

Александрийский парк (иногда употребляются ошибочные названия Александринский парк, Александровский парк, в советское время парк носил название Пролетарский) — пейзажный парк в Петергофе. Название связано с тем, что парк формировался как часть «Собственной дачи её величества Александрии», в наши дни называющейся «Парк Александрия».
Расположен южнее парка Александрия между Санкт-Петербургским проспектом и железной дорогой Петербург — Калище.
Парк пейзажный, занимает 144 гектара.

## История
На месте будущего парка с 1734 года располагались царские охотничья угодья — Большой, или Олений, зверинец.
В 1832—1836 годах по воле императора Николая I по проекту А. А. Менеласа и И. И. Шарлеманя под руководством садового мастера П. И. Эрлера было осуществлено осушение территории, вырыты пруды, устроены три острова, проложены гравийные дороги, насажены берёзовые рощи, группы дубов, ели и сосны.
На островах были сооружены Чугунная беседка и Швейцарский домик (не сохранились). Сохранились только здания двух караулок, построенных в XIX веке.
В советское время был переименован в Пролетарский парк. В период Великой Отечественной войны зелёному массиву Александрийского парка нанесён ущерб, но планировка его сохранилась без изменений. Историческое название возвращено в 1992 году решением Петродворцового районного совета народных депутатов.

## Современность
В настоящее время парк служит местом отдыха и занятий физическими упражнениями жителей города. В парке проводятся городские спортивные состязания, такие как легкоатлетический пробег, посвящённый Дню Победы, и соревнования по езде на собачьих упряжках.

## Галерея

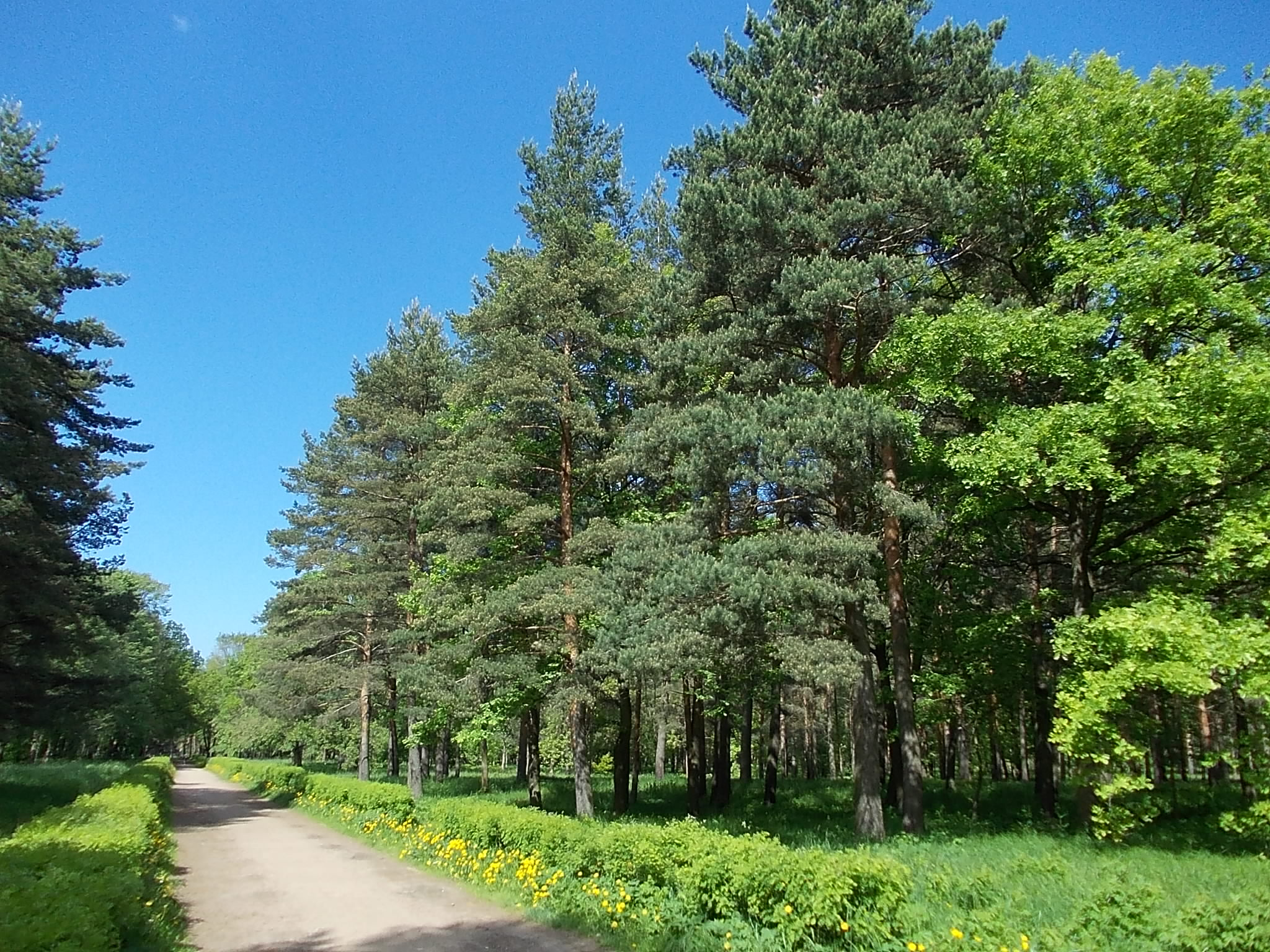
Аллея в Александрийском парке
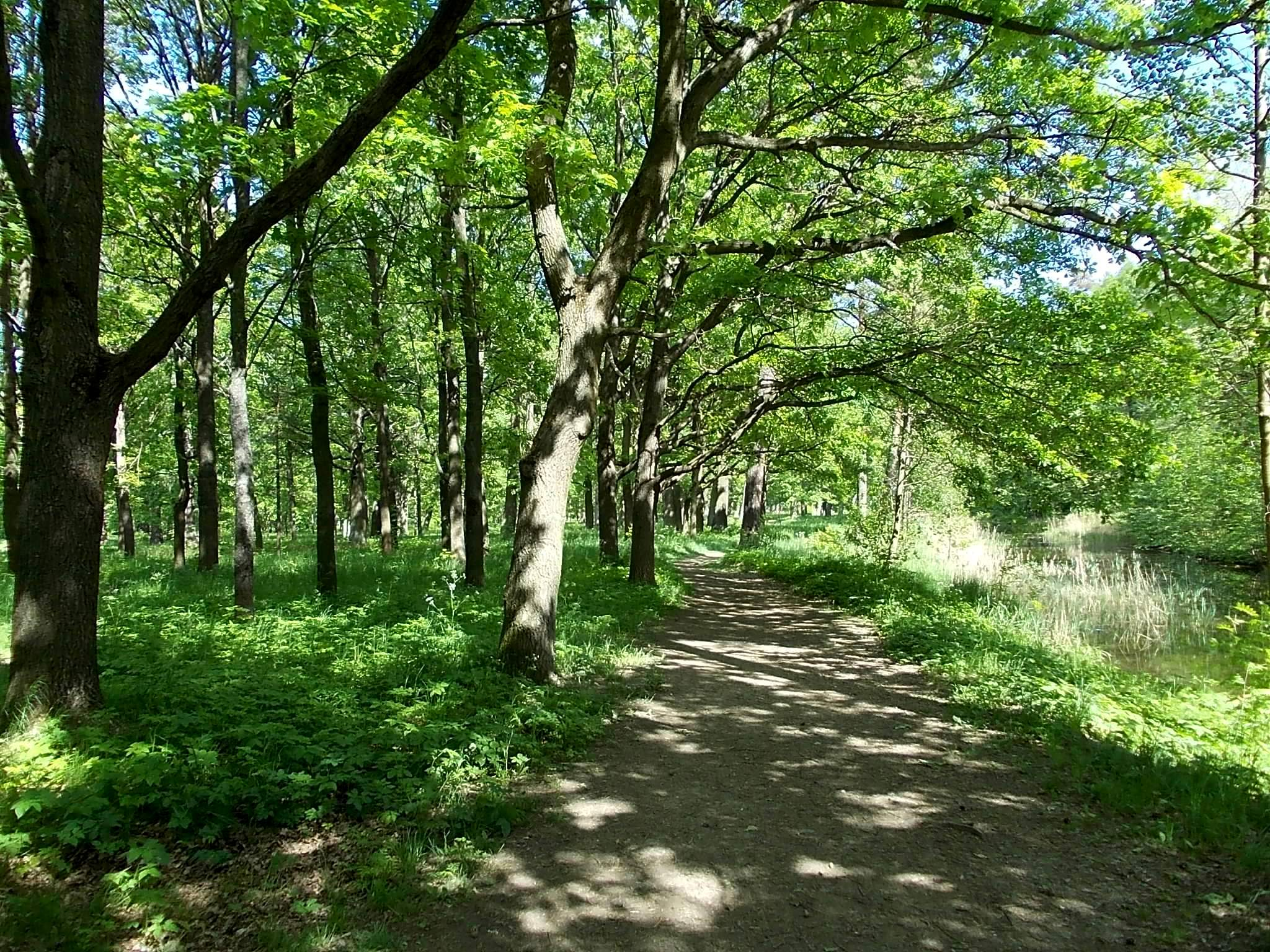
Аллея среди деревьев
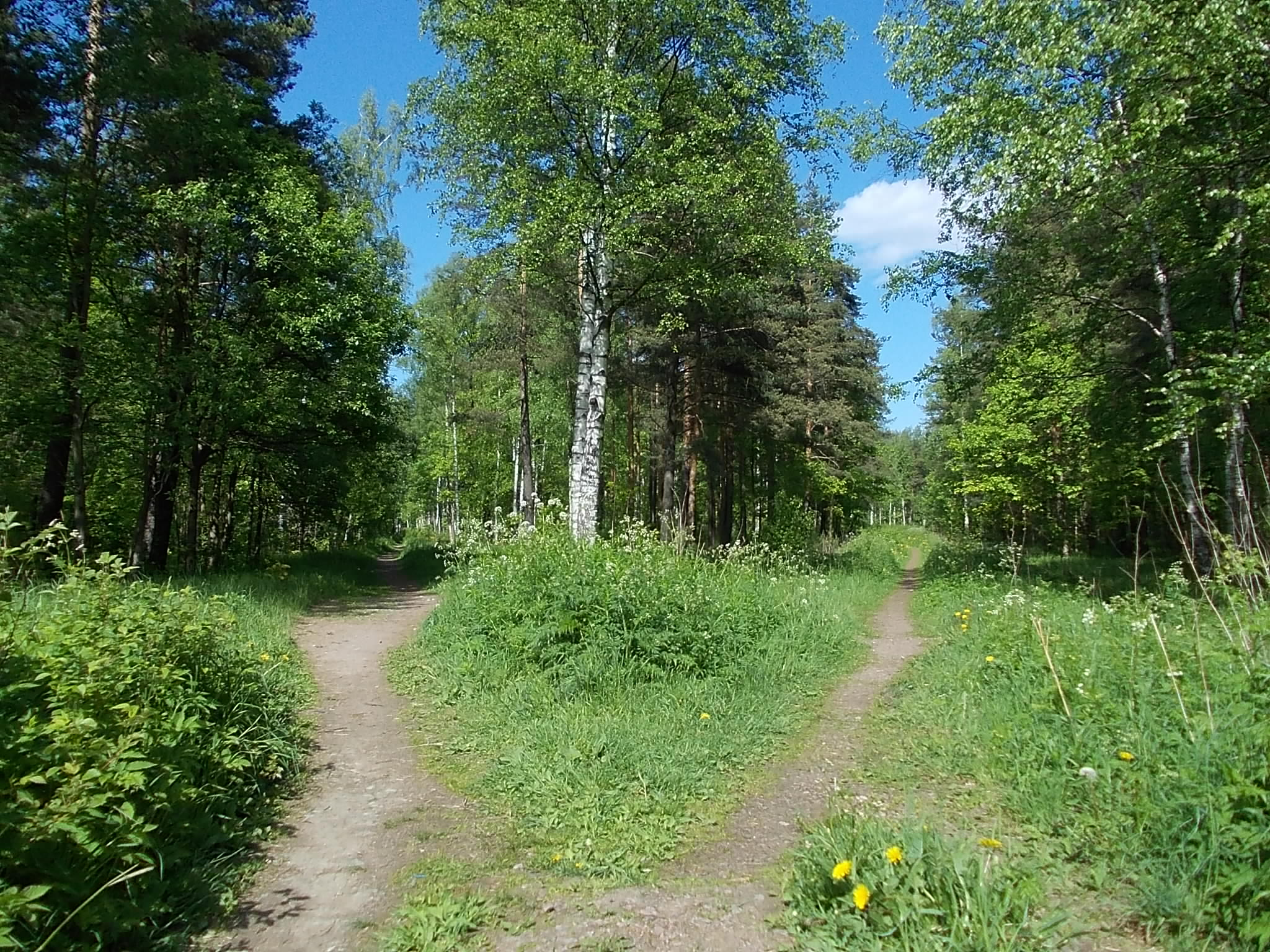
Расходящиеся тропки
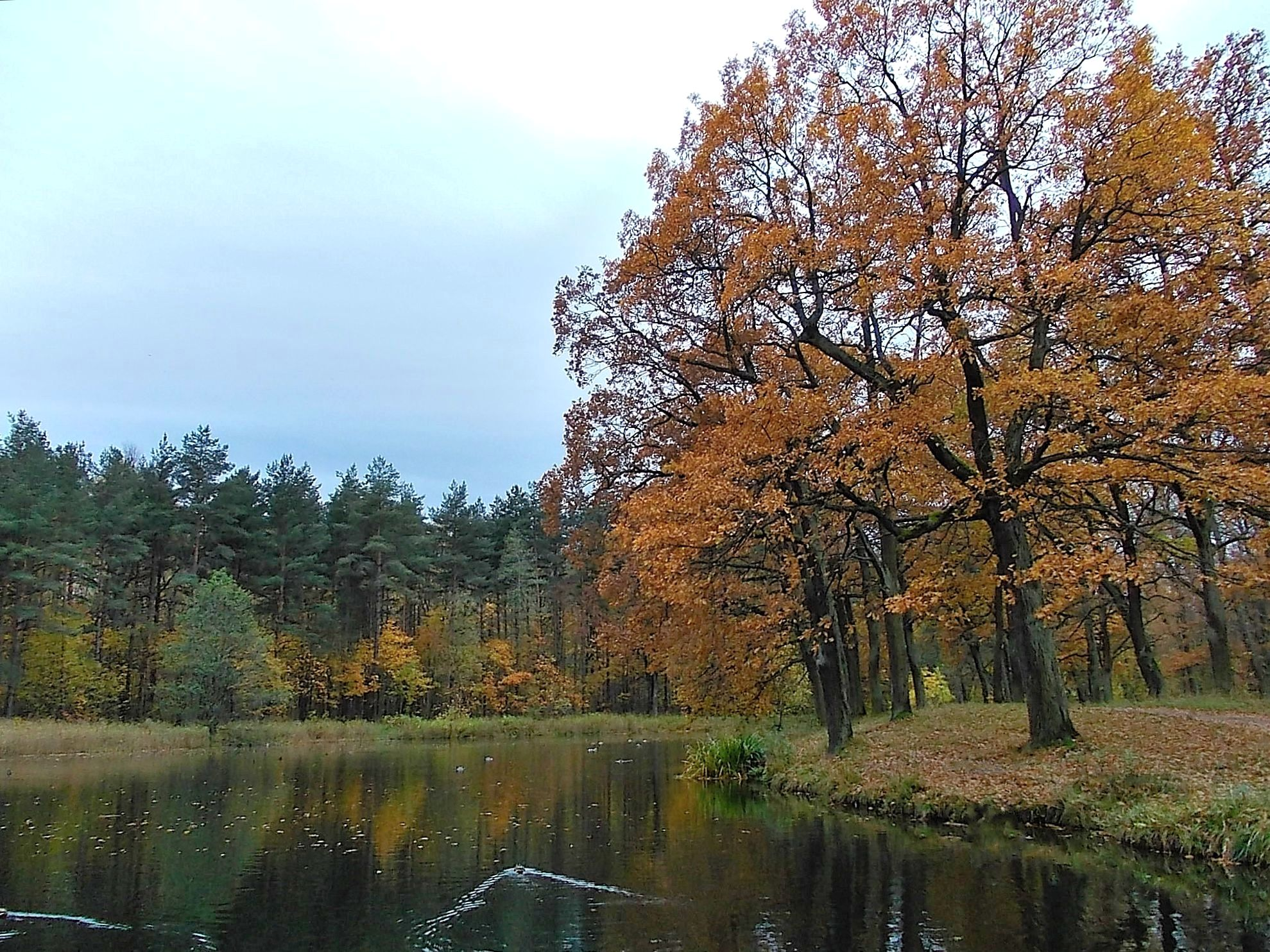
Осенний вид у пруда
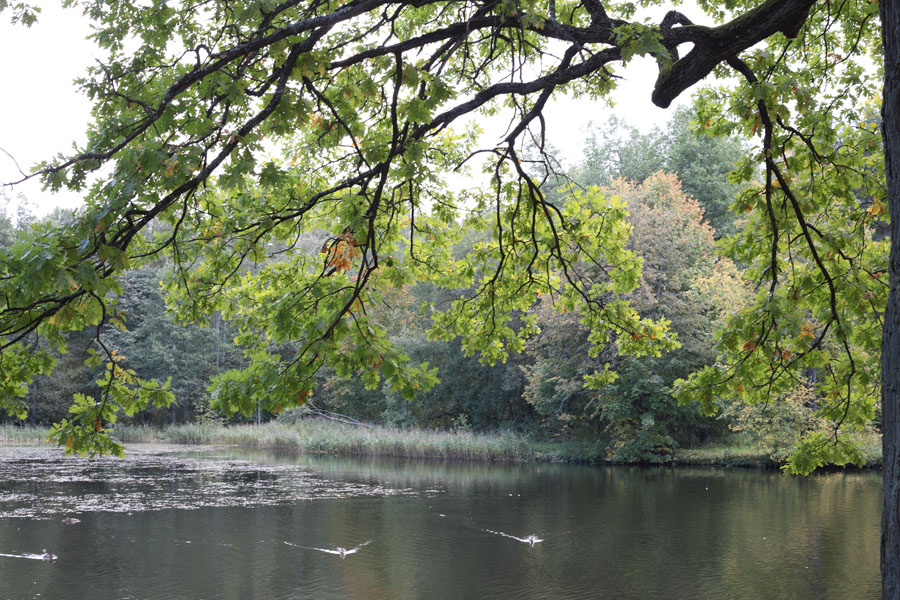
Пруд в Александрийском парке